# Kandi Cox
Kandi Cox (Helena, Nevada; 23 de mayo de 1965) es una actriz pornográfica estadounidense conocida por sus grandes senos.

## Premios
Como modelo y bailarina exótica ha ganado los siguientes títulos:
- Miss Nude Northern USA[cita requerida]
- Miss Nude Eastern Europe[cita requerida]
- Miss Exotic Great Lakes[cita requerida]
- Miss Nude Blonde International[cita requerida]

## Filmografía
- Faster Pussycat Fuck! Fuck! (2005)
- Big Tits on Hot Chicks (2004)
- Busted! (2004)
- Ron Jeremy on the Loose 4: San Francisco (2003)
- Bosom Buddies 5 (2002)
- Score Xtra 7 (2002)